# Little Nemo
(Oreste Del Buono)
Little Nemo (Little Nemo in Slumberland, tradotto in Italia dapprima come Bubi nel Paese del dormiveglia e successivamente indicato come Little Nemo) è un personaggio dei fumetti protagonista di una serie di tavole domenicali auto-conclusive realizzate dal disegnatore statunitense Winsor McCay e pubblicate sulle pagine del supplemento domenicale del New York Herald dal 15 ottobre 1905 al 23 luglio 1911 e in seguito sul New York American di William Hearst dal 1911 al 1913 diventando In the Land of Wonderful Dreams (Nella terra dei sogni straordinari); successivamente McCay realizzerà le ultime tavole di Nemo tra il 1924 e il 1927 nuovamente per il New York Herald. Il fumetto raggiunse una notorietà sconfinata venendo continuamente ristampato e riproposto in molte edizioni ed è considerato un gioiello dell'arte dei fumetti e da molti ritenuto il più bel fumetto di tutti i tempi. Da notare per la ricercatezza del disegno e per la fantasia del suo autore che nel 1911 decise però di interrompere la serie per dedicarsi all'illustrazione ma, a furor di popolo, venne costretto a riprenderla ribattezzandola In the Land of Wonderful Dreams, proseguendola fino al 1914 e poi ancora dal 1924 al 1927. Nel 1995 fu uno dei venti personaggi a fumetti inclusi nella serie commemorativa di francobolli statunitensi Comic Strip Classics.
Le tavole presentano una estrema cura dei dettagli e ricchezza di particolari. La qualità grafica delle tavole raggiunge un livello tale da farne una delle più straordinarie opere a fumetti mai realizzate.
Il fumetto presenta inoltre innovazioni destinate ad influenzare l'arte del fumetto per i decenni successivi, a partire dalla rottura con la tradizionale struttura rigida delle tavole: queste vengono infatti composte nella più completa libertà espressiva in maniera funzionale alla narrazione e agli effetti e alle sensazioni ricercate, assumendo un dinamismo cinematografico e in alcuni casi anticipando soluzioni che saranno adottate molti anni dopo dal cinema come le carrellate, le soggettive e i movimenti di macchina.
Oltre al talento visivo c'è la profondità dell'aspetto narrativo delle storie narrate insieme alle infinite invenzioni surreali e oniriche che fanno accomunare questo fumetto all'opera Alice nel paese delle meraviglie di Lewis Carroll.

## Trama

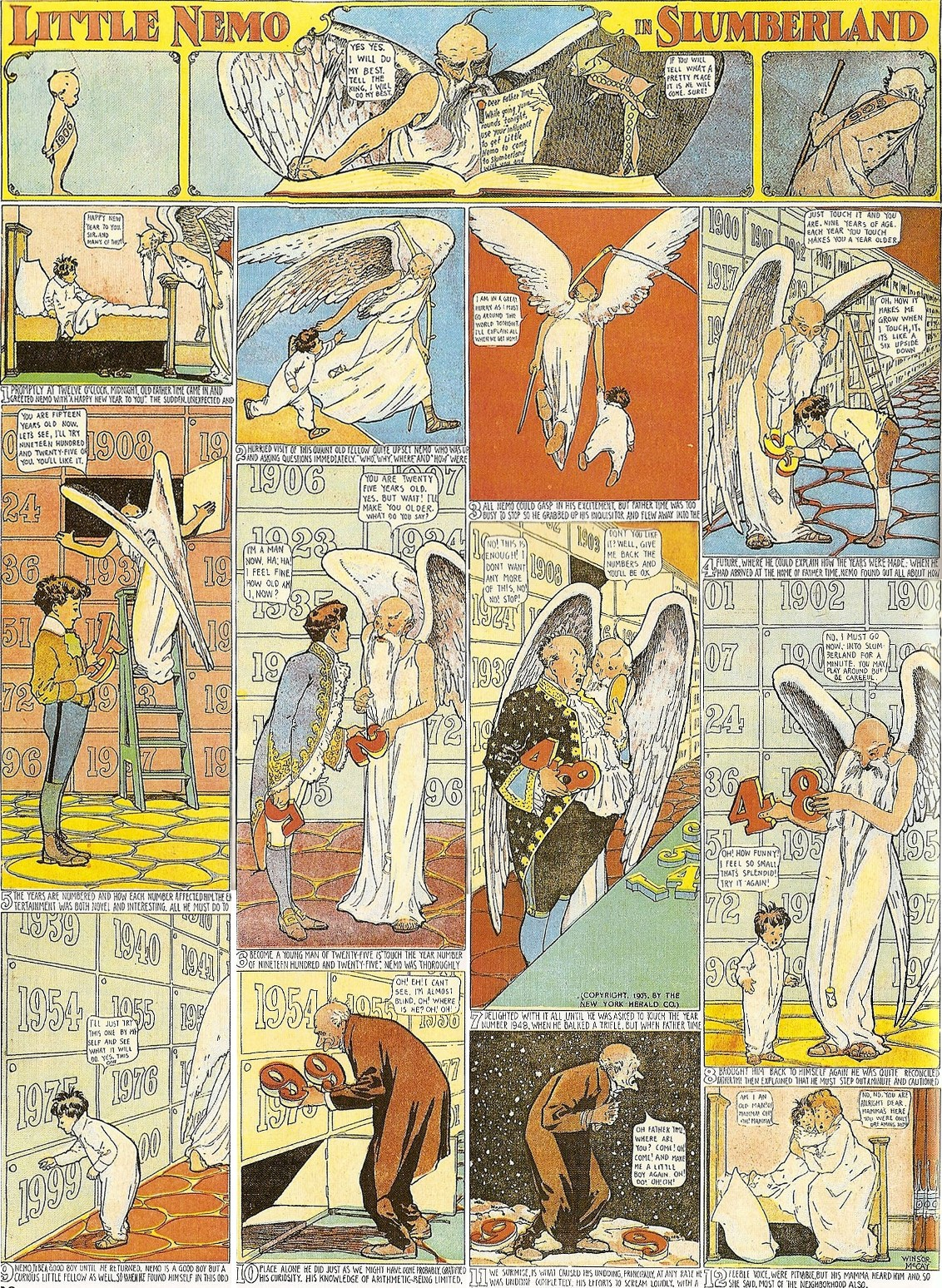
Tavola di Little Nemo del 1906.

Little Nemo è un bambino statunitense di cinque anni che ogni notte vive delle fantastiche avventure nel mondo dei sogni che puntualmente nell'ultima vignetta della tavola finiscono perché il bambino si sveglia o per la classica caduta dal letto o a causa dei genitori che lo chiamano, per la luce del mattino, per una forte emozione che lo spaventa oppure a causa di Flip che appare con la scritta sul suo cappello "Wake up" ("Svegliati"). Nel corso della vicenda fa la conoscenza del re di Slumberland Morpheus, della Principessa sua figlia, del Dr. Pill, del pagliaccio Flip Flap, del cannibale Impy e del cane Slivers. Inizialmente lo scopo di Nemo è quello di rispondere al richiamo della Principessa di Slumberland che, attraverso gli ordini di suo padre Re Morfeo, invia vari mostri ed emissari per condurlo alla corte. La Principessa ha invitato Nemo a suo palazzo per essere il suo compagno di giochi. Con grande dispiacere della Principessa non riusciranno nell'impresa per molto tempo. In seguito Nemo continuerà ad esplorare il regno di Slumberland insieme ai suoi amici, correndo anche incredibili rischi e pericoli (senza conseguenze).
Il personaggio visita ogni notte il mondo dei sogni e vivendo surreali avventure in una preziosa e raffinata scenografia in stile liberty della durata di una singola tavola, sempre diversa e nuova nella costruzione e nelle inquadrature che si conclude con il risveglio salvandolo spesso da situazioni pericolose o difficili.
Lo scopo dei sogni di Nemo è quello di incontrare la Principessa di Slumberland ("Principessa" è anche il nome proprio del personaggio), che sta cercando un compagno di giochi. Questa, attraverso il padre Re Morfeo (King Morpheus), invia mostri e ambasciatori per condurre Nemo alla corte del regno di Slumberland, ma l'impresa non riuscirà per molto tempo a causa di vari impedimenti. Nemo entrerà finalmente a Slumberland solo il 4 marzo 1906, ma solo per imbattersi nel suo primo nemico, un personaggio con il sigaro in bocca di nome Flip Flap (Flip), invidioso di Nemo perché vorrebbe incontrare la Principessa per primo, e per tale motivo crea continuamente ostacoli per impedire a Nemo di arrivare alla Principessa. Col tempo Nemo diventerà amico di Flip. Il primo incontro tra Little Nemo e la Principessa avrà luogo l'8 luglio 1906. In seguito entrerà nella serie un nuovo personaggio, un indigeno di colore chiamato Imps (The Imps) che insieme a Nemo e Flip costituirà il nucleo centrale di personaggi su cui si svilupperanno le storie. Imps fu già protagonista di un precedente fumetto in 43 uscite di McCay, A Tales of the Jungle Imps, pubblicato dall'11 gennaio al 9 novembre 1903 e basato su poesie scritte da George Randolph Chester. I sogni di Nemo sono spesso collegati ad un preciso evento dell'anno, come ad esempio il Natale, la Pasqua o il Capodanno, in coincidenza con il momento in cui vengono pubblicate le tavole.

## Storia editoriale
Il personaggio esordisce il 15 ottobre 1905 sull'inserto domenicale del quotidiano New York Herald di James Gordon Bennett Jr. Il fumetto è pubblicato in tavole dalla struttura mutevole ma con un concetto di base costante: la tavola illustra i sogni di Nemo e nell'ultima vignetta assistiamo sempre al suo risveglio, quasi sempre nella propria camera da letto, in pigiama. Le tavole sono realizzate interamente dal suo creatore, Winsor McCay, che concluderà la collaborazione nel 1911 con la tavola del 23 luglio per passare al "New York American" dove le tavole riprendono la pubblicazione dopo una breve pausa intitolando la nuova serie come In the Land of Wonderful Dreams e pubblicandola fino al 1914. Dopo una lunga interruzione, McCay realizza le ultime tavole di Nemo nel periodo 1924-1927 pubblicandole sul "New York Herald-Tribune". L'autore pone, nel disegnare i particolari di ogni vignetta, una cura quasi maniacale, riscontrabile anche nella scelta dei colori delle tavole di Little Nemo in Slumberland, che presentano grande vivacità e bellezza. Un simile lavoro certosino si può osservare anche nella già citata serie a fumetti, A Tales of the Jungle Imps o nei cartoon di Mccay come Winsor McCay, the Famous Cartoonist of the N.Y. Herald and His Moving Comics.
Robert McCay, il figlio del disegnatore e modello ispiratore di Nemo, tenterà due volte di resuscitare la striscia alla fine degli anni '30 con il titolo di Nemo in Adventureland e una decina di anni dopo ma senza successo. Il lavoro viene pubblicato dalla King Features Syndicate, ma senza ottenere il successo sperato.

### Sequel
Nel 2014 la IDW Publishing pubblica una serie a fumetti formato comic book dal titolo Little Nemo: Return to Slumberland che si pone come sequel delle storie originali di McCay. La serie è scritta da Eric Shanower e disegnata da Gabriel Rodriguez.
Frank Pé ha realizzato il primo volume di una sua personale serie, intitolato: Little Nemo: Wake Up!. Pé ambienta le nuove avventure in un contesto moderno.

### Edizioni estere

#### Italia
Little Nemo è stato diffuso in Italia dal Corriere dei Piccoli col nome di Bubi (la serie fu rinominata Bubi nel paese del dormiveglia), che lo pubblicò dal 1912 al 1914. Ricompare ancora nel 1935 sulle pagine del settimanale Topolino della Nerbini. Raccolte di Little Nemo sono state pubblicate in Italia dall'editore Garzanti – la prima edizione risale al 1969, curata dalla rivista Linus – e nel 1984 dalla casa editrice Lo Vecchio. Nel 1974, 1981 e 1994 la rivista Linus ristampa l'edizione del 1969, sempre in collaborazione con la Garzanti. Nel 2005 è stato pubblicato un volume commemorativo dal titolo Little Nemo 1905-2005. Un secolo di sogni, nella collana Coconino Table Book dell'editore Coconino Press, comprendente tavole a colori fra le più celebri, omaggi e saggi di vari autori.

## Impatto culturale
- Nel 1911, nel film Winsor McCay, the Famous Cartoonist of the N.Y. Herald and His Moving Comics appare McCay con il suo fumetto Little Nemo in Slumberland.
- Lo stesso fumetto viene ripreso nel 1989, nel film di animazione giapponese Piccolo Nemo - Avventure nel mondo dei sogni (Little Nemo: Adventures in Slumberland).
- Il personaggio di Little Nemo appare anche nel videogioco del 1990 Little Nemo: The Dream Master.
- Vittorio Giardino omaggia la creatura di McCay attraverso il fumetto erotico Little Ego, che appare per la prima volta sul numero 12 della rivista Glamour International Magazine nel gennaio 1984. Little Ego è una ragazza sensuale e inibita che vive nei suoi sogni complicate e surreali fantasie erotiche.[21][22]
- Dal 15 ottobre 2014 il sito Gocomics.com ha inserito le tavole scansionate dell'intera serie di Little Nemo in modo che sia possibile consultarle gratuitamente.[23]
- L'ottava mostra biennale "Biennale du 9e art" organizzata a Cherbourg nel 2017, è stata edicata a Winsor McCay e al suo personaggio Little Nemo.[24][25]
- Il brano Scenes from a Night's Dream, dell'album ...And Then There Were Three... dei Genesis descrive in modo evocativo gli incubi vissuti dal giovane Nemo.

## Altri media
Il personaggio di Little Nemo produsse un merchandising di cartoline, libri, giochi e vestiario per bambini, fu protagonista di spettacoli teatrali, il primo dei quali risalente al 1908 e prodotto a Broadway e scritto da Victor Herbert, di un cartone animato di oltre 4.000 fotogrammi realizzato e colorato a mano da McCay nel 1911, di un videogioco per il Nintendo del 1990, di un lungometraggio animato del 1992 al quale collaborarono Mickey Rooney, Ray Bradbury, Chris Columbus e Jean Giraud. A questo si aggiungono 2 lungometraggi live-action, uno francese del 1984 e uno statunitense del 2022 prodotto dalla piattaforma streaming a pagamento Netflix.

### Lungometraggi

Screenshot dal film del 1984.

- Nel 1984 il francese Arnaud Selignac ne trae il film Nemo.[3]
- Piccolo Nemo - Avventure nel mondo dei sogni (Giappone/Usa, 1989): film d'animazione prodotto dalla nipponica Tokyo Movie Shinsha e diretto a quatrro mani dai registi Masami Hata e William Hurtz. La sceneggiatura definitiva, dopo vari passaggi e rielaborazioni è accreditata a Chris Columbus, Yutaka Fujioka, Richard Outten, e al celebre fumettista Moebius. Il film debutta in Giappone il 15 luglio 1989 e, negli USA solo tre anni dopo nel 1992. Il titolo inglese è Little Nemo: Adventures in Slumberland.[3]
- Slumberland: film prodotto dalla Chernin Entertainment e diretto dal regista Francis Lawrence[27]. Il film viene distribuito in esclusiva dalla piattaforma streaming a pagamento Netflix a partire dal 18 novembre 2022, rientrando quindi a far par parte del catalogo Netflix Original.[26][27] Il lungometraggio live-action si ispira all'opera di McCay, ma ne altera i protagonisti e il contesto.[27] Viene cambiato infatti il genere del protagonista "Nemo", che in questa versione diviene una ragazza di 11 anni di nome Nemo, la quale dopo che il padre scompare misteriosamente va a vivere con lo zio. La giovane viene interpretata da Marlowe Barkley. La star del film è l'attore Jason Momoa, che interpreta il personaggio di Flip, un essere in parte umano in parte bestia che le appare in sogno e gli svela essere stato compagno di scorribande con suo padre Peter. Entrambi scorrazzavano nei sogni delle altre persone nella dimensione onirica denominata Slumberland. A quanto dice è in questa dimensione che bisogna trovare le risposte alla scomparsa del padre di Nemo. Le riprese iniziano a febbraio 2021 e terminano a giugno dello stesso anno.[27] Per quanto riguarda la sceneggiatura se ne sono occupati a quattro mani David Guion e Michael Handelman il cui film di maggiore successo al quale si sono dedicati è stato Notte al museo - Il segreto del faraone (del 2014), ultimo film della trilogia Notte al Museo con protagonista Ben Stiller e la partecipazione di Robin Williams.[26]

## Galleria d'immagini

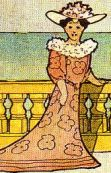
La Principessa di Slumberland.
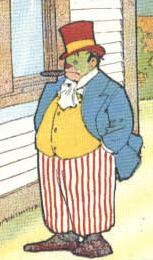
Flip
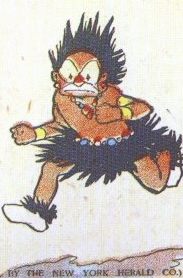
Imps
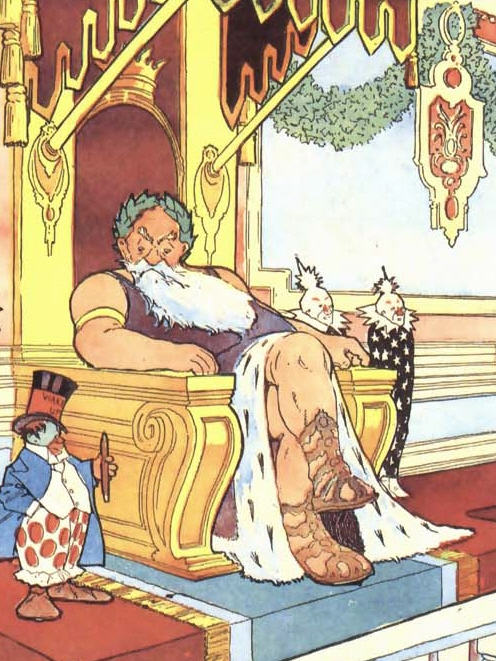
Re Morpheus e Flip (in basso, alla sua destra).
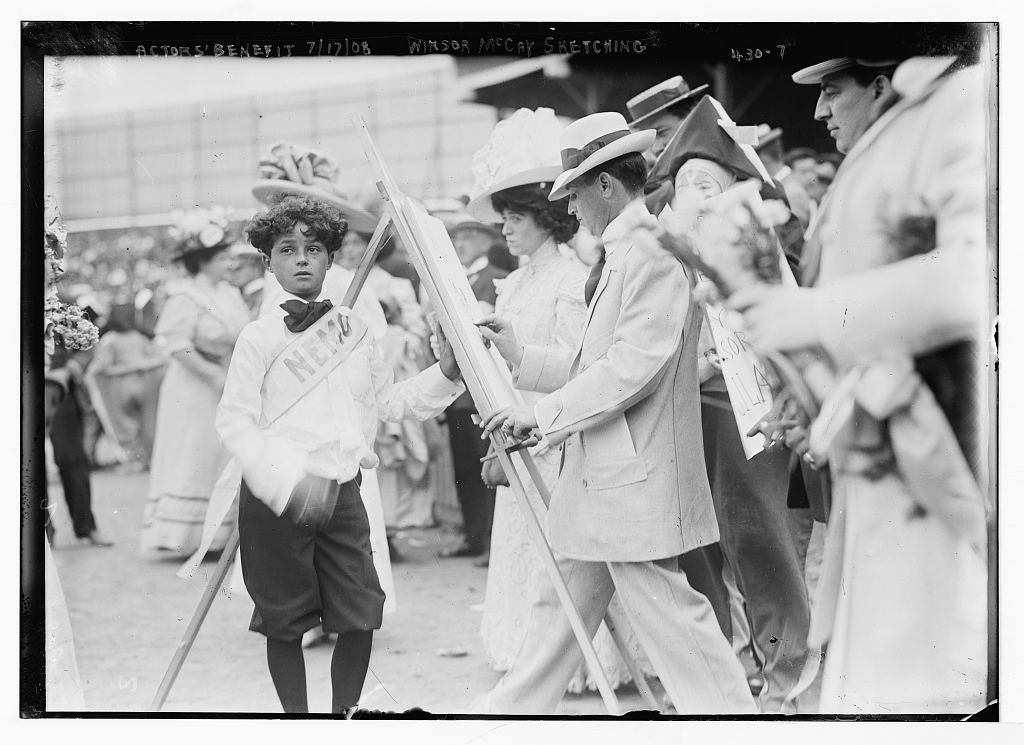
Forse il ragazzo con la fascia con scritto Nemo è Robert McCay, il figlio di Winsor che gli ispirò il personaggio.[senza fonte]